# Nephele peneus
Nephele peneus là một loài bướm đêm thuộc họ Sphingidae. Nó được tìm thấy ở forests và woodland from Senegal to East Africa, Angola và Delagoa Bay.
Chiều dài cánh trước là 33–40 mm.

## Hình ảnh

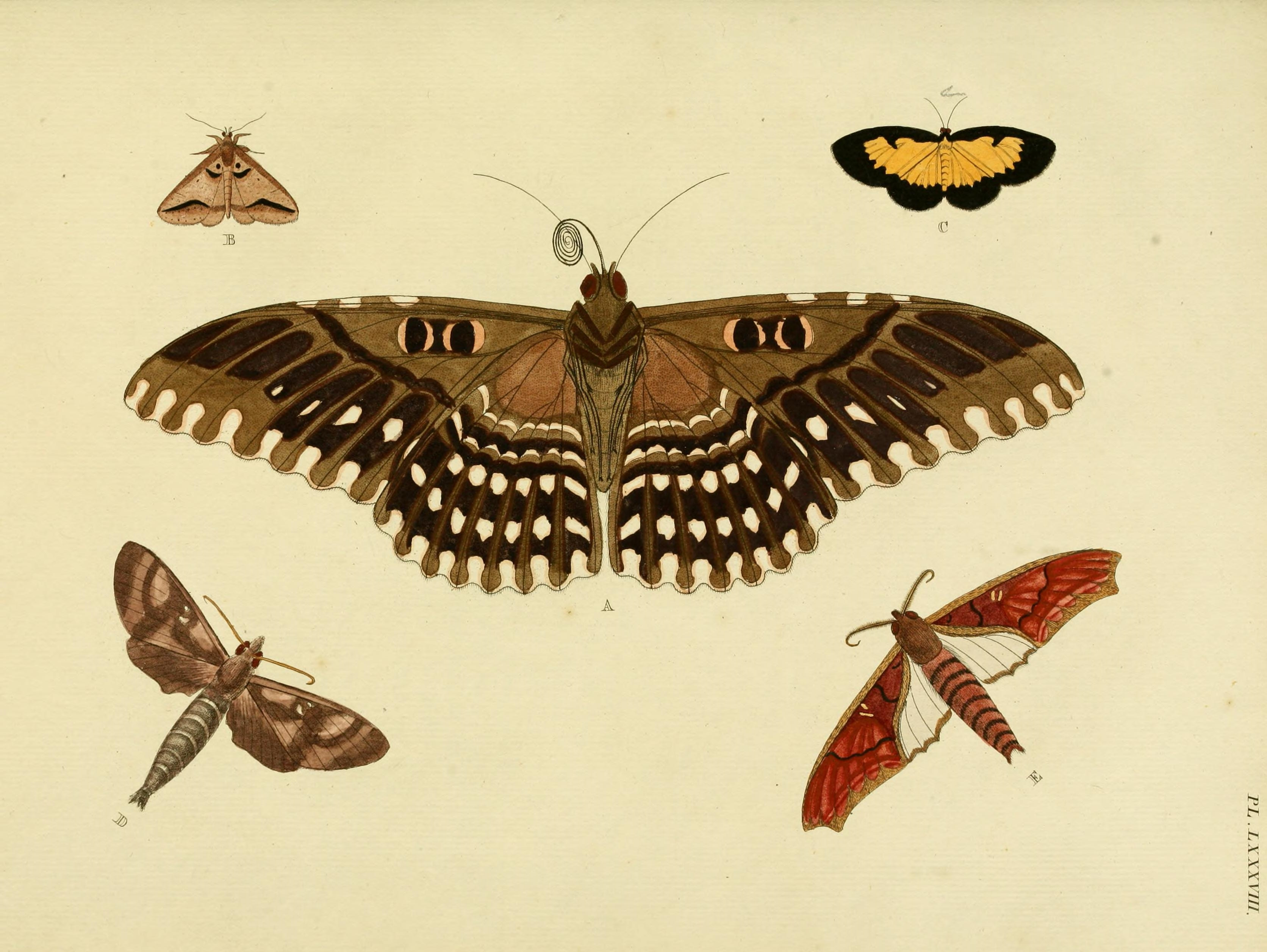